# Humbertochloa bambusiuscula
Humbertochloa bambusiuscula là một loài thực vật có hoa trong họ Hòa thảo. Loài này được A.Camus & Stapf mô tả khoa học đầu tiên năm 1934.